# Belisana coblynau
Belisana coblynau — вид павуків родини Pholcidae. Описаний у 2023 році.

## Поширення та екологія
Ендемік Австралії. Виявлений у трьох місцинах поблизу містечка Паннавоніка у регіоні Пілбара у штаті Західна Австралія. 
Мешкає у підземних печерах. Павуки були вилучені з гірничих свердловин у хребті Хамерслі за допомогою зіскобів. Цей метод збору не дозволяє отримати докладні дані природної історії. Зразки були зібрані від рівня землі до приблизно 35 м нижче рівня землі. Температура в цих ямах на 15 м нижче рівня землі була постійною і становила 32–33 °C.

## Назва
Вид названо на честь коблінів, гномоподібних істот у валлійській міфології, які живуть у шахтах та каменоломнях.

## Опис
Чоловічий голотип має розміри 1,5-1,6 мм, а жіночий паратип 1,8 мм. Обидва зберігаються у музеї Західної Австралії.